# Mariano del Buono
Mariano del Buono (Florence, 1433, début 1434 - 10 novembre 1504) est un peintre et enlumineur italien qui a réalisé divers codex.

## Biographie
Mariano del Buono est le fils du cordonnier Buono di Iacopo, résident du « popolo » de San Pier Gattolini.
Sur les documents d'état civil de l'époque, Mariano del Buono est âgé de 9 ans en 1442 et en 1457 il n'est pas encore marié et ce n'est qu'en 1470 que son épouse et son fils de 7 ans sont mentionnés pour la première fois.
Selon E. Colnaghi il fait son apprentissage dans l'atelier de Bartolomeo d'Agnolo Tucci (1427- 1485?) tandis que Levi D’Ancona, propose, lui, un apprentissage auprès de Bartolomeo Vannucci qui a été son garant en 1471.
Après une activité de jeunesse influencée par ses maîtres d'apprentissage, son activité d'âge mur épouse le style de Gherardo di Giovanni del Fora et surtout de Girolamo da Cremona, l'amenant à revoir complètement l'organisation de la page et des scènes.
Son profil correspond à celui d'un enlumineur très actif et influent dans le cadre florentin de la seconde moitié du Quattrocento, surtout dans la production de codex humanistes.
Mariano del Buono est mort probablement le 10 novembre 1504,.

## Œuvres
A. Garzelli a reconstitué une liste de ses travaux sur la base de particularités stylistiques d'œuvres certaines de sa maturité.
- Codex Decadi di Tito Livio (1464), Bibliothèque Riccardiana, Florence (Mss., 484)[4].
- Plutarque (1469), ( Bibliothèque Estense, Modène, Lat., 429)
- Institutiones oratoriae di Quintiliano (Bibliothèque Laurentienne, Florence, Plut., 46.6), rédigé par Bartolomeo della Fonte, pour le marchand florentin Francesco Sassetti[5]
- Entre 1469 en collaboration avec Ricciardo di Nanni :
  - Décoration d'un manuscrit avec les œuvres de Livio (trois tomes), commande de l'humaniste hongrois János Vitéz (Munich, Bayerische Staatsbibliothek, Lat., 15731-15733)[6]
- En collaboration avec Francesco d'Antonio del Chierico :
  - Décoration de De Civitate Dei (British Library, Londres, Add. Mss., 15246) pour Iñigo d’Avalos, dignitaire de la cour du roi de Naples Ferdinand Ier[7].
- Antifonario pour la Badia Fiorentina
- Bréviaire (1471) probablement pour les clarisses du monastère  Santa Maria Annunziata a Monticelli, Biblioteca Riccardiana, Florence, Mss., 284,
- Lezionario (deux volumes), pour les sœurs de Santa Maria dell’Annunziata à Montedomini[8].
- Entre  1473 et 1477 :
- Décoration d'un bréviaire pour l’hôpital Santa Maria Nuova en collaboration de Gherardo di Giovanni del Fora, ( Museo nazionale del Bargello, Florence, cod. 68[9].
- Ordinazioni degli Otto di guardia e balia (1478-1479)[10].
- Miniatures pour la quarta decade in volgare del Livio (1469), Bibliothèque universitaire de Valence (Mss., 386),
- Miniatures pour Scriptores historiae Augustae, Bibliothèque universitare de Melbourne (Mss., 219)
- Miniatures pour De moribus de G. Nesi (1484), Bibliothèque Laurentienne, Florence, Plut., 77.24) destiné à Laurent le Magnifique et à son fils Piero[11].
- Livio pour le roi de Hongrie Mathias Corvin (Public Library, Spencer Collection, New York, 27),
- Manuscrits commandés par Francesco Sassetti : 
  - Miscellanea d'historiens de l'antiquité (Biblioteca Trivulziana, Milan, Mss., 817)
  - Virgilio (Plut., 39.6), Bibliothèque Laurentienne, Florence[12].
- Livre d'heures pour Maddalena de’ Medici (1488) (The Rothschild Collection, Waddesdon Manor, ms. 16),
- Offiziolo ayant appartenu à Giuliano della Rovere (Bibliothèque municipale, Rouen,  Mss., A.581 bis)
- Ore Biliotti[13], British Library, Londres[14].

## Sources
(it) Valerio Da Gai, Dizionario Biografico degli Italiani, vol. 70, 2007